# Kanton Cergy-Sud
Kanton Cergy-Sud (fr. Canton de Cergy-Sud) byl francouzský kanton v departementu Val-d'Oise v regionu Île-de-France. Tvořily ho dvě obce. Zrušen byl po reformě kantonů 2014.

## Obce kantonu
- Cergy (jižní část)
- Éragny